# Eamon
Eamon (иногда встречается также более длинное название The Wonderful World of Eamon) — компьютерная игра, сочетающая элементы ролевой игры и квеста, созданная Дональдом Брауном и выпущенная для Apple II в 1980 году. Игра представляет собой текстовый квест, похожий на более ранние игры, например, Adventure (1976) или Zork (1980), однако содержащий существенные ролевые элементы, отсутствующие в других представителях жанра interactive fiction. Программа Eamon является некоммерческой, находится в общественном достоянии и является свободно доступной.

## Сюжет
В Eamon игрок выполняет функцию свободного бродяги-авантюриста в сказочном мире. Ему необходимо выполнить опасные квесты, победить большое количество врагов, чтобы получить богатство и опыт. Домашней базой игрока является Гильдия свободных авантюристов, ассоциация героев мистического мира Eamon, напоминающего средневековую Европу, однако наполненного магией и заселённого странными созданиями. Большая часть приключений проходит в подземельях, замках и лесах Eamon, хотя некоторые приключения происходят в других мирах или других эрах.
Хотя в игре чувствуется влияние таких вымышленных миров, как Средиземье из «Властелина колец» и Dungeons & Dragons, Eamon обычно избегает историй, ситуаций или других игровых элементов, которые являются слишком серьёзными или сложными. Вместо этого задачей авторов приключений становится создание весёлого настроения быстрой игрой и использованием шуток для посвящённых. Отдельные приключения, созданные широким кругом авторов, имеют разный характер, от хитрого до вульгарного

## Игровой процесс
Eamon известен как один из первых квестов, построенных по модульной структуре. Пользователи могут создавать пакеты расширений, которые интегрируются в игровой процесс. Основной диск под названием «Главный зал» используется для управления персонажами игрока и перемещения их от приключения к приключению. Персонаж сохраняет все атрибуты и статистики между приключениями, а также может иметь до четырёх постоянных оружий.
Интерфейс игры похож на большую часть других текстовых квестов — игра показывает игроку описание окружающей обстановки, включающее события, артефакты, монстры и выходы, а затем просит игрока ввести команду. Команды могут включать, например, указания передвинуться в определённом направлении, приготовить оружие, атаковать, взять или выбросить предмет, взаимодействовать с другими персонажами, произносить заклинания, проверить инвентарь.